# Брегальницкое сражение
Брегальницкое сражение (серб. Брегалничка битка) — первое сражение Второй Балканской войны, проходившее с 30 июня по 9 июля 1913 года между болгарской армией и объединенными сербско-черногорскими войсками.
По сербско-болгарской военной конвенции от 13 марта 1912 года с началом войны против турок большая часть болгарских армейских частей была направлена на Фракийский фронт, где османская армия оказывала наибольшее сопротивление, а 100-тысячная болгарская армия вместе с сербской армия действовала на территории Македонии. После побед сербов и греков на территории Османской Македонии большая часть этой территории оказалась вне контроля Болгарии. Неудачи сербской дипломатии, которой не удалось сохранить контроль над албанским побережьем, побудили сербов ужесточить свою позицию по вардарско-македонскому вопросу и отвергнуть требования Болгарии о разделе Македонии. В ответ болгарский царь Фердинанд I лично отдал приказ помощнику главнокомандующего генералу Михаилу Савову начать войну против бывших союзников.

## Планы и силы сторон
Согласно приказу помощника главнокомандующего болгарской армией генерала Михаила Савова от 28 июня, 4-я армия генерала Ковачева должна была наступать по всему рубежу между горой Осогово и рекой Вардар, занять выгодные позиции на правом берегу реки Брегальницы и перерезать (у Удово) железнодорожное сообщение между сербскими и греческими войсками. Наступление должно было проводиться без официального объявления войны. Вечером 30 июня, после начала боевых действий, генерал Стилиян Ковачев получил новую директиву — взять под контроль территории до рубежа Велес — Кратово.
Большинство болгарских частей, участвовавших в операции на Брегальнице, входило в состав 4-й армии (командующий генерал Стилиан Ковачев). На севере, в районе Кочани, были сосредоточены части 4-й и 7-й пехотных дивизий; центре, в районе Штипа, — 8-я пехотная дивизия; южнее, у Радовиша и Струмицы, 2-я пехотная дивизия и бригада 7-й дивизии. Силы 4-й армии насчитывали 116 000 человек и имели 210 орудий. В ходе сражения 4-я армия должна была получить поддержку части сил 5-й армии (68 000 солдат, 118 орудий).
На направлении болгарского наступления находились пять дивизий 1-й сербской армии (район Крива-Паланка — Кратово) во главе с наследником престола Александром Карагеоргиевичем и три дивизии 3-й армии (в треугольнике Криволак — Штип — Велес) под командованием генерала Божидара Янковича. Обе сербские армии насчитывали 175 000 солдат и 241 орудие. Черногорская дивизия и Добровольческая бригада (всего 16 000 солдат) оставались вокруг Скопье в качестве стратегического резерва Верховного командования во главе с воеводой Радомиром Путником. Согласно военной конвенции с Грецией от 19 мая 1913 года, в случае нападения Болгарии Сербия могла рассчитывать на непосредственную военную помощь со стороны греческих войск, сосредоточенных в Гумене и вокруг Салоников.

## Ход сражения
Перед рассветом 30 июня 1913 года болгарские войска напали на сербскую армию, расквартированную в Македонии, начав Вторую Балканскую войну. Части болгарской 4-й армии начали наступление по всей ширине фронта от Султан-Тепе (в Осоговских горах) до Удово (на Вардаре). Бойцам 8-й дивизии удалось форсировать Брегальницу в районе Штипа и продвинуться к Ежовской гряде и под Сушево, а бригада 7-й дивизии, действовавшая на левом фланге, захватила стратегическую железнодорожную станцию Удово. На остальных участках фронта сербские части оказали ожесточенное сопротивление. Ввиду критического положения своих войск генерал Божидар Янкович предложил Путнику начать отступление, но главнокомандующий сербской армией не согласился. 
Днем 30 июня, после протестов сербской миссии в Софии и приказа премьер-министра Стояна Данева, болгары в одностороннем порядке прекратили огонь. Однако сербская сторона отвергла предложение о перемирии и начала контрнаступление в направлении Кочани.
На второй день сражения началась сербская контратака в направлении Кочани. Шумадийская дивизия уничтожила два болгарских полка в районе села Дренак, заставив 7-ю болгарскую дивизию, понесшую за два дня боёв 4600 человек убитыми, ранеными и пленными, отступить на левый берег реки Злетовска. Менее успешными были действия Моравской и Дунайской дивизий в районе Крива-Паланки. Тем не менее к исходу второго дня 4-я болгарская армия была отброшена на исходные позиции с начала наступления.
3 — 4 июля сербская кавалерийская дивизия и части Шумадийской, Моравской и Черногорской дивизий атаковали и овладели Райчинским холмом (у села Райчани). Части 4-й и 7-й дивизий в беспорядке отступили и остановились в 4 км западнее Кочани — основного объекта наступления.
Успехи сербской 3-й армии обнажили ее правый фланг в районе Криволака, создав возможность для контрудара войск генерала Савова. Болгарский удар в районе Криволака привел к разгрому Тимокской дивизии (3 — 4 июля она потеряла более 3500 бойцов), остатки которой отступили за реку Брегальница, и поставил под угрозу окружения соседние сербские части 3-й армии. Однако потери атакующей 2-й дивизии были настолько серьезными (свыше 2100 человек), что темп атаки замедлился, и она не продолжила наступление на Велес, что дало сербам время для перегруппировки.
После перегруппировки Дринская и Шумадийская дивизии 5 июля захватили Пирот и продолжили наступление на Велес и Куманово. Быстрое продвижение сербских войск, а также наступление греков в сторону Струмицы — Петрича лишили возможности контрудара, подготовленного Ковачевым. 7 июля генерал Стилиян Ковачев отменил операцию и приказал всей армии отступить на плато Калиман. В донесении в генеральный штаб он просил дипломатического вмешательства, подчеркивая, что его войскам грозит бедствие. 9 июля болгарские части отошли за реку Каменицу (приток Брегальницы), и сербы заняли Радовиш. Отход болгарских частей к Цареву Селу, привел к окончанию сражения.

## Результаты
Несмотря на то что потери обеих сторон в сражении были схожими (20 000 болгар, 16 000 — сербов и черногорцев), сражение закончилось стратегическим поражением болгар, и они перешли к обороне.